# نظرية هوية العقل

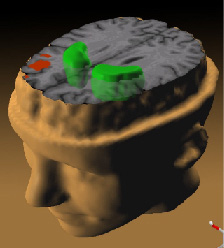

نظرية هوية العقل  هي نظرية تابعة للمدرسة الفيزيائية في فلسفة العقل. تؤكد نظرية هوية العقل أنه يمكن تجميع الأحداث العقلية (الذهنية) وفرزها إلى أنواع types، ويمكن بالتالي ربطها بأنواع من الأحداث الفيزيائية في الدماغ. طُوّرت نظرية هوية العقل من قبل كل من جون سمارت ويولين بليس.
تتناقض فيزيائية النموذج مع فيزيائية الرمز، والتي تندرج تحت اسم الأحادية الشاذة، والتي تقول بأنه من غير المحتمل أن يكون للأحداث العقلية ارتباط فيزيائي بحدث حيوي في الدماغ. بالمقابل، هناك بعض المذاهب الأخرى من المدرسة الفيزيائية قد تنتقد نظرية هوية العقل (مدرسة فيزيائية النموذج)، ومن ضمنها المادية الإقصائية، والتي تتساءل إن كان هناك مقدرة فعلية للعلم حالياً على استخدام أفضل التصنيفات (الفرز إلى نماذج).

## اقرأ أيضاً
- المدرسة الفيزيائية
- المادية
- فلسفة العقل
- الاختزالية
- جون سمارت
- يولين بليس